# Johannes Montanus

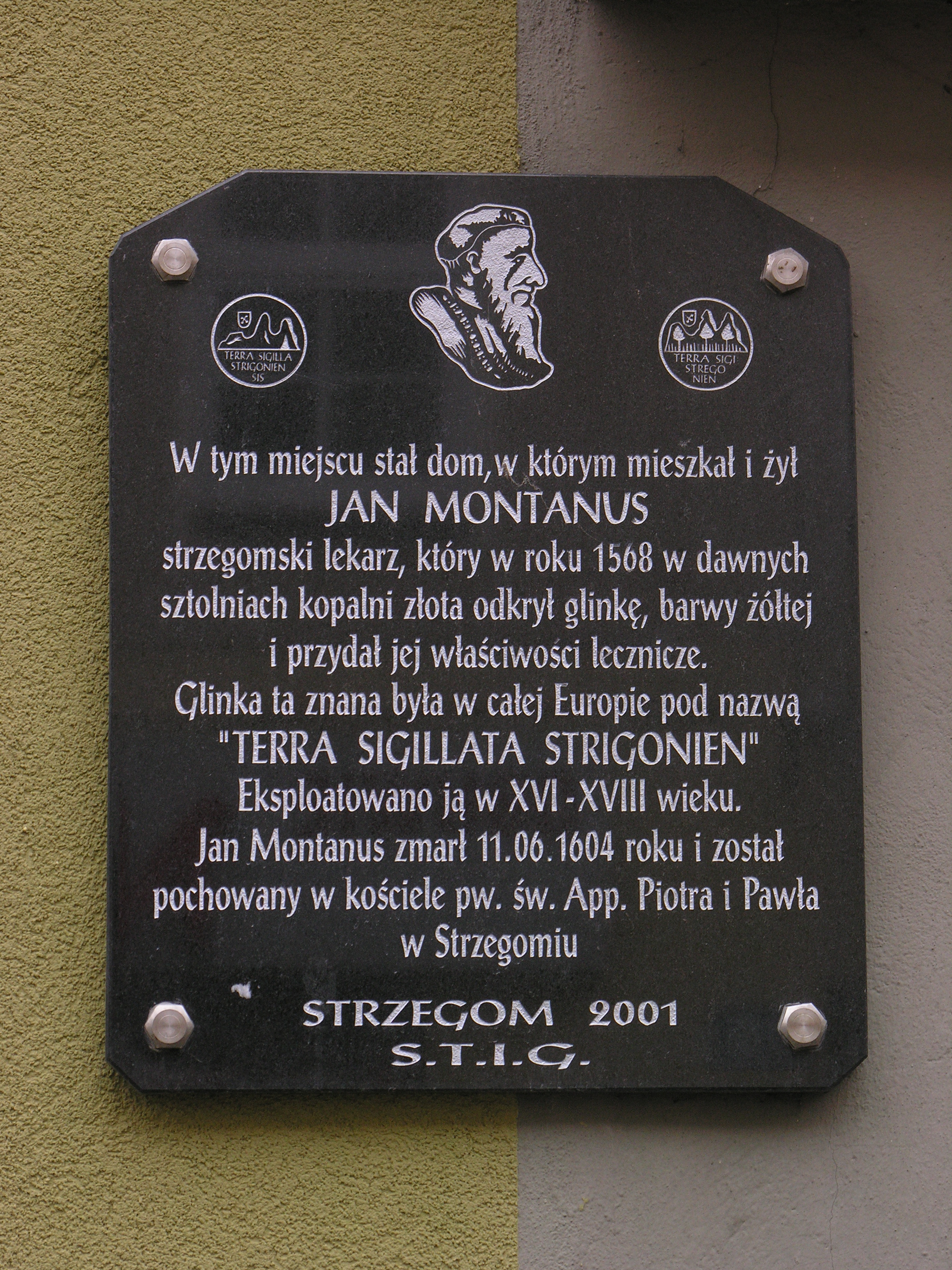
Tablica pamiątkowa w Strzegomiu

Johannes Montanus, właśc. Johan Schulz (ur. ?; zm. 11 czerwca 1604 r.) – lekarz ze Strzegomia.

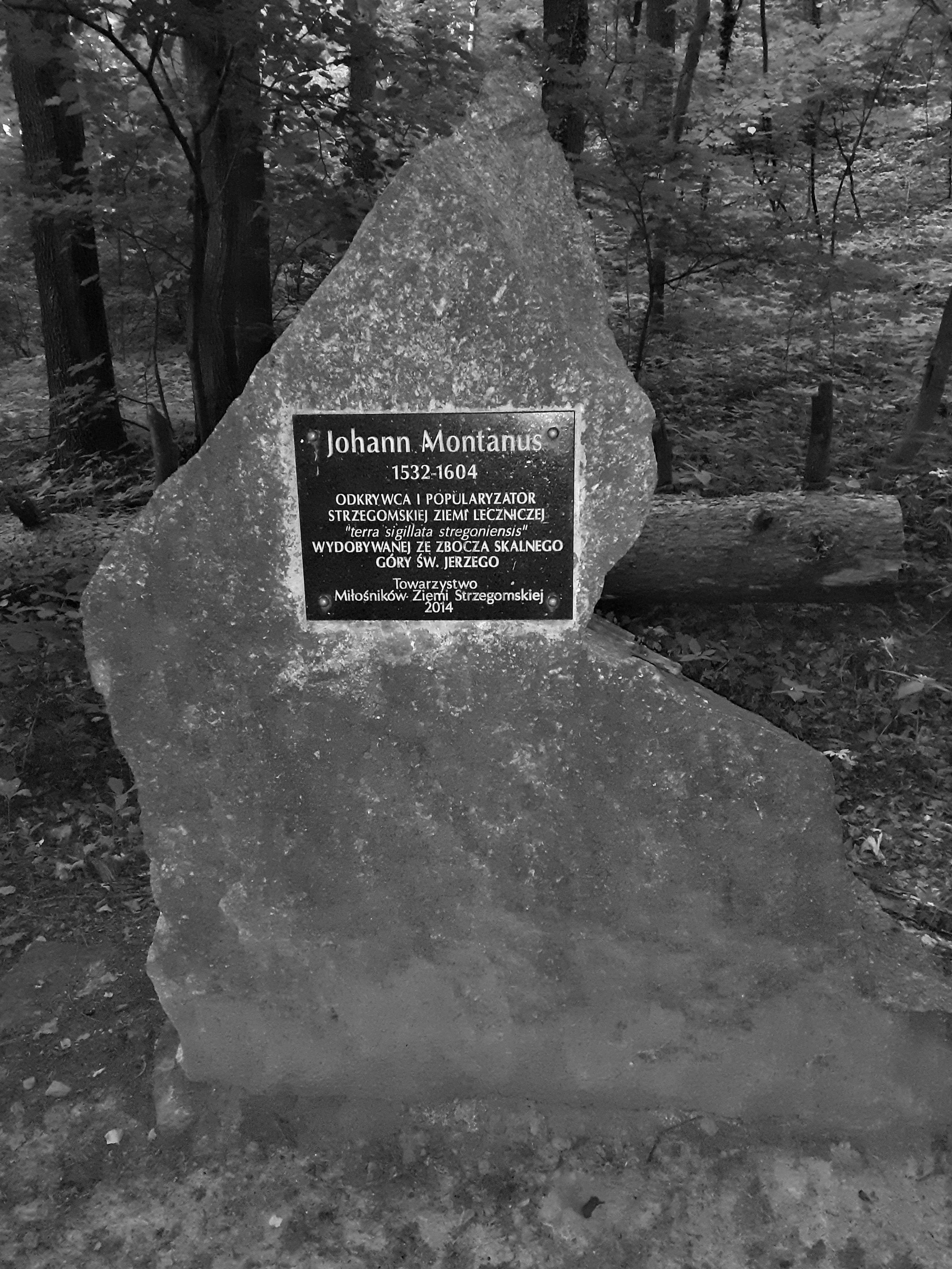
Granitowy obelisk upamiętniający strzegomskiego lekarza Johanna Montanusa, ustawiony u podnóża Góry św. Jerzego w Strzegomiu

W 1563 r. opublikował pracę Judieum de terra sigillata strigoviensis, w której ogłosił odkrycie w opuszczonych sztolniach na Górze Bazaltowej glinki typu terra sigillata, która miała mieć właściwości lecznicze. Wkrótce Montanus został lekarzem cesarza Rudolfa II. W 1587 r., zapewne dzięki staraniom odkrywcy, Strzegom uzyskał cesarski przywilej na wydobycie i sprzedaż glinki. Johannes Montanus został pochowany w bazylice św. Piotra i Pawła w Strzegomiu. Upamiętnia go tablica na domu przy ul. Dąbrowskiego nr 22 oraz granitowy obelisk ustawiony u stóp Góry św. Jerzego w Strzegomiu (to w skałach tego wzniesienia Montanus odkrył leczniczą glinkę).